# San José (El Petén)
Pour les articles homonymes, voir San José.

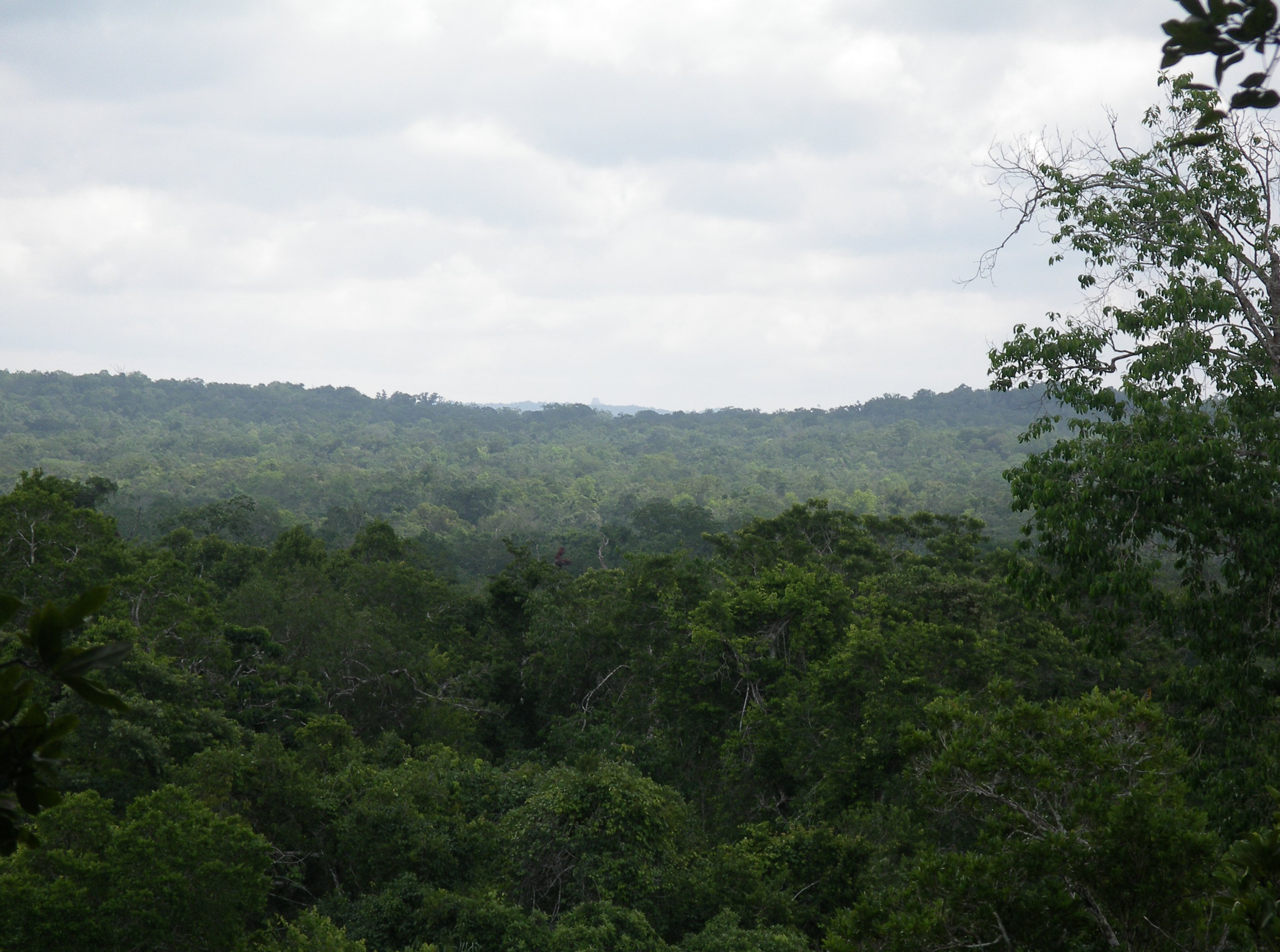

San José est une ville du département du Petén au Guatemala.
La ville se situe sur le bord du Lac Petén Itzá.
Depuis 2008, elle héberge le club de football des Heredia Jaguares de Petén.